# Medicina avatar
A medicina avatar usa pesquisa e desenvolvimento médicos, consulta clínica, detecção e diagnóstico, e assistência ao tratamento com base em amostras ou dados individualizados. Ao usar avatares físicos ou virtuais em vez do corpo humano, a medicina avatar é capaz de diminuir os riscos, bem como restrições de tempo e distância, que pode vir com o uso do corpo real dos pacientes para testes.  

## Medicina tradicional
A medicina tradicional usa principalmente descrições de sintomas dos próprios pacientes e exames de rotina para diagnosticar doenças através de dados clínicos e experiência do médico. No entanto, na realidade, esses efeitos do tratamento variam amplamente com base nos pacientes, mesmo que tenham a mesma doença. Para quebrar o mito de uma “medicina de tamanho único”, foi lançada uma nova geração de medicina de precisão personalizada, que se concentra mais nas biomoléculas da doença (DNA, proteína, metabólito). Depois de comparar e analisar o desenvolvimento da doença do paciente com o banco de dados, pode ajudar os médicos a prever e restringir o plano de tratamento com mais precisão, aumentando a eficiência do medicamento em comparação com a medicina tradicional.

## Futuro
Embora os testes genéticos possam usar as diferentes informações genômicas dos indivíduos para fornecer testes semelhantes, muitas indústrias médicas estão se concentrando na medicina de avatar. Ao mesmo tempo, eles continuam a melhorar as deficiências dos testes genéticos. Atualmente, o principal problema com o teste genético reside no fato de que ele tende a ignorar a heterogeneidade da doença, e não pode refletir as interações dinâmicas entre biomoléculas no corpo humano, como as interações gene-proteína, proteína-proteína e proteína-metabólito. Há uma longa história de uso de medicina de avatar para ajudar doenças como diabetes, doença de Parkinson e câncer. Nos tempos modernos, agora é importante abrir as portas para a medicina de precisão para permitir um futuro de medicina contra o câncer mais inteligente. Essa revolução médica ajudará a atingir o objetivo de ajudar os pacientes a maximizar o tratamento e minimizar os efeitos colaterais.